# Deepa Mehta
Deepa Mehta (Amritsar, 1 de Janeiro de 1950)  é uma realizadora indiana, radicada no Canadá. É mais conhecida pela trilogia Elements trilogy: Fire (1996), Earth (1998) e Water (2005), sendo os dois últimos, incluídos na lista de nomeados ao Óscar de melhor filme estrangeiro.

## Filmografia
- Sam and Me (1991)
- Camilla (1994)
- Fire (1996)
- Earth (1998)
- Bollywood/Hollywood (2002)
- The Republic of Love (2003)
- Water (2005)
- Heaven on Earth (2008)
- Cooking with Stella (2008) (co-realização)
- Midnight's Children (2012)[3]  - baseado no romance de Salman Rushdie